# Ubinas

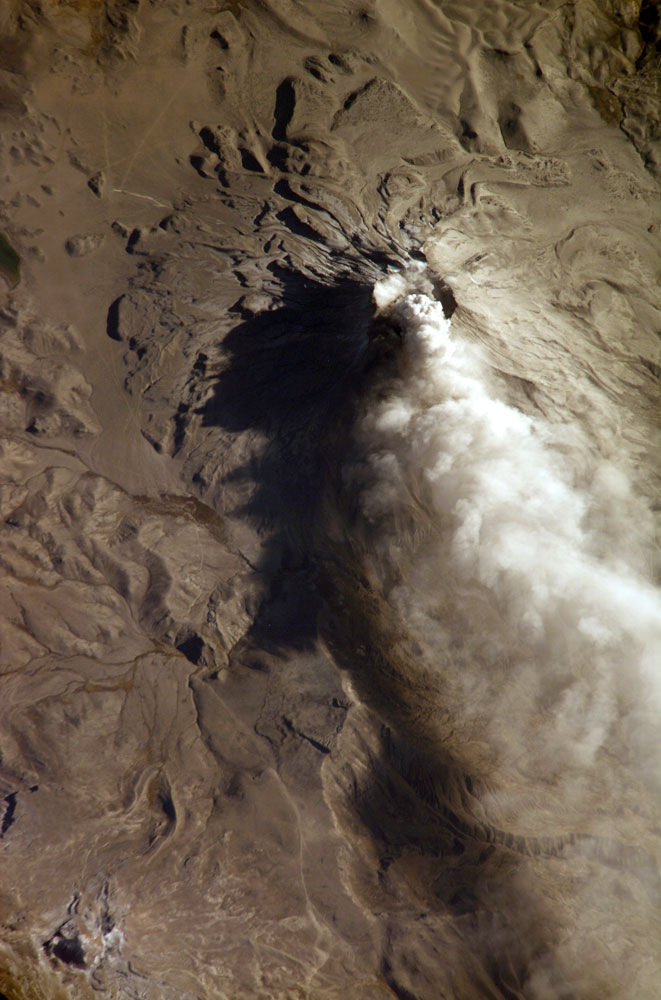
Mrak popela a sopečných plynů ze sopky Ubinas, pozorováno 14. srpna 2006 z ISS

Ubinas je jednou z nejaktivnějších sopek v Peru, od objevení evropskými cestovateli bylo zaznamenáno více než 15 erupcí, většinou jen s malými následky. Masivní stratovulkán, na vrcholu ukončený kalderou s průměrem 1,4 km, se nachází asi 70 km východně od města Arequipa a společně se sopkami Huaynaputina a Ticsani leží stranou od hlavního sopečného řetězu v Peru.
Sopka vznikla na základech starší sopky, vulkanology označované jako Ubinas I. Po jejím zániku nastal ve středním pleistocénu vývoj dnešní vulkanické stavby, označované jako Ubinas II. Sopka je tvořena převážně andeziticko-ryolitovými horninami, ve svrchních částech převládají trachyandezity.
Erupce před 3700 lety, způsobená kolapsem jihovýchodní stěny, vyprodukovala masivní kamennou lavinu, která zasáhla až do vzdálenosti 10 km. Přibližně v 11. století se opět vyskytla velká erupce, objem vyvrhnuté tefry byl 2,8 km³. Všechny další erupce byly relativně klidné.

## Aktivita
Do roku 2006 byla sopka po čtyřicet let v klidu. 22. dubna 2006 vulkán vytvořil nové fumaroly a oblaka popela.
O den později, 23. dubna, vyhlásilo Peru stav ohrožení pro oblast kolem vulkánu. 28. dubna 2014 sopka Ubinas opět vyvrhla vysoký sloup popela. Japonský systém ASTER pro dálkový průzkum Země na satelitu Terra jej tentýž den zaznamenal na svém snímku.
V září 2015 následovala erupce, při níž během 30 sekund vznikl 4000 metrů vysoký sloupec popela. Přitom bylo zaznamenáno i zvýšení teploty v kráteru.